# Kenneth Geddes Wilson
Kenneth Geddes Wilson, ameriški fizik, * 8. junij 1936, Waltham, Massachusetts, ZDA, † 15. junij 2013, Saco, Maine, ZDA.

## Življenje in delo
Wilson je leta 1956 diplomiral na Univerzi Harvard. Leta 1961 je doktoriral na Kalifornijskem tehnološkem inštitutu pod mentorstvom Murrayja Gell-Manna in Francisa Eugenea Lowa. Eno leto je bil zaposlen v Evropskem svetu za jedrske raziskave. Leta 1963 so ga izvolili za docenta na Univerzi Cornell. Tukaj je bil redni profesor fizike od leta 1971 do 1988.
Leta 1975 je prvi prejel Boltzmannovo medaljo za dosežke s področja statistične fizike. Leta 1982 je za svoje delo na področju kritičnih pojavov pri faznih prehodih prejel Nobelovo nagrado za fiziko.